# Robert Kath
Robert Kath (ur. 5 lipca 1985 w Plauen) – niemiecki kierowca wyścigowy.

## Kariera
Kath rozpoczął karierę w wyścigach samochodowych w roku 2001, od startów w Formule BMW Junior, gdzie dwukrotnie zwyciężał i siedmiokrotnie stawał na podium. Z dorobkiem 190 punktów uplasował się na czwartej pozycji w klasyfikacji generalnej. W późniejszych latach startował także w Formule BMW ADAC, Formule 3 Euro Series oraz w Recaro Formel 3 Cup.
W Formule 3 Euro Series wystartował w 2004 roku ze szwajcarską ekipą Opel Team KMS. W żadnym z dwunastu wyścigów, w których startował, nie zdobywał punktów. Został sklasyfikowany na 24 miejscu w klasyfikacji końcowej.

## Statystyki
| Sezon | Seria                 | Zespół                   | Wyścigi | Zwycięstwa | PP | NO | Podium | Punkty | Pozycja |
| ----- | --------------------- | ------------------------ | ------- | ---------- | -- | -- | ------ | ------ | ------- |
| 2001  | Formuła BMW Junior    | ADAC e.V. Motorsport     | 20      | 2          | 2  |    | 7      | 190    | 4       |
| 2002  | Formuła BMW ADAC      | ADAC Sachsen             | 20      | 0          | 0  | 0  | 0      | 49     | 12      |
| 2003  | Formuła BMW ADAC      | ADAC Sachsen e.V.        | 20      | 2          | 2  | 2  | 8      | 151    | 3       |
| 2004  | Formuła 3 Euro Series | Opel Team KMS            | 12      | 0          | 0  | 0  | 0      | 0      | 24      |
| 2005  | Recaro Formel 3 Cup   | SMS Seyffarth Motorsport | 6       | 0          | 0  | 0  | 2      | 25     | 9       |